# Ruchill Hospital

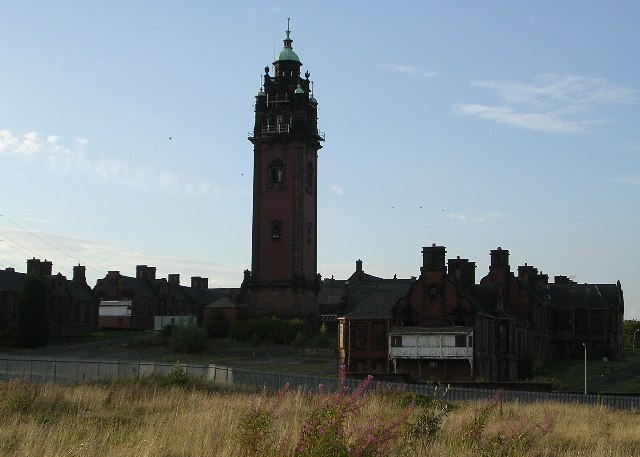
Ruchill Hospital

Das Ruchill Hospital ist ein ehemaliges Krankenhaus für Infektionskrankheiten in der schottischen Stadt Glasgow. Es stellte eine Landmarke im Glasgower Norden dar.

## Geschichte
In den 1890er Jahren wurde die Einrichtung eines zweiten Isolierkrankenhauses für Infektionskrankheiten in Glasgow beschlossen. Die Planung der Anlage leitete der Glasgower Stadtarchitekt Alexander Beith McDonald ab 1892. Zur Errichtung des Krankenhauses wurde aufwändig ein Hügel aufgeschüttet. Die Grundsteinlegung wurde am 29. August 1895 begangen. Die Bauarbeiten zogen sich bis in das Jahr 1900 hin. Am 13. Juni desselben Jahres wurde die Einrichtung eröffnet. Die Gesamtkosten beliefen sich auf rund 250.000 £.
Im Jahre 1910 wurde weitere Einheiten hinzugefügt, darunter eine Tuberkulosestation. 1948 wurde das Krankenhaus dem National Health Service angeschlossen. Um 1969 wurden verschiedene Gebäude abgebrochen, um Platz für den Neubau einer Wäscherei zu schaffen. Das Ruchill Hospital wurde 1998 geschlossen. Im Folgejahr erwarb ein Investor das Gelände zur Entwicklung, die jedoch nicht umgesetzt wurde. Verschiedene der Gebäude waren zu dieser Zeit bereits als Denkmäler der Kategorien B oder C klassifiziert; der Wasserturm gar als Kategorie-A-Bauwerk. Im Laufe der Jahre verfielen die leerstehenden Gebäude zusehends und fielen dem Vandalismus anheim. Ihre Substanz war schließlich so ruinös, dass viele der Gebäude trotz des Denkmalschutzes abgebrochen wurden.